# 刘宁国
刘宁国（？—前165年），谥号恭，汉高祖庶长子齐悼惠王刘肥第五子。

## 生平
公元前176年（汉文帝四年）五月甲寅，封刘宁国为瓜丘侯，一作氐丘侯（同日封齐悼惠王子九人为侯）。公元前165年卒，谥号恭，在位十一年。子刘偃嗣侯，还有一子刘受。

## 其他
刘宁国其所获封地瓜丘（氐丘）具体位置在史学界存在争议。司马贞在《史记索隐》中记载“县，在魏郡”，并称司马迁在史记中误记“氐丘”为“瓜丘”。钱大昭主张应该是“斥丘”。而梁玉绳、周振鹤等人则反驳称魏郡当时归属刘遂赵国所有，不可能割其地用封齐悼惠王子。史学家马孟龙则主张当时汉文帝四年所封的十个齐王子侯封地中其余九个均分布于济北郡、济南郡境内，瓜丘也应在这两个郡中。且因为之后刘偃参与七国之乱，当时济北王刘志没有参与诸侯谋反，固国自守。如果瓜丘侯国地处济北国，则参与叛乱难度较大；而当时济南郡境内三国均参与反叛，因此地处济南郡的可能性较大。